# Мандалево
Мандалево (грч. Μάνδαλο, Мандало) је насељено место у општини Вртикоп у периферији Средишња Македонија, Грчка. Према попису из 2021. године било је 942 становника.
Према бугарском географу и историчару, Василу Канчову, у Мандалеву је 1900. године живело 118 Словена хришћана. Године 1924. насељен је већи број грчких избегличких породица, укупно 249 особа. На попису из 1991. године Мандалево је имало 821 становника, од чега су половина Словени а друга половина Грци.